# Air China

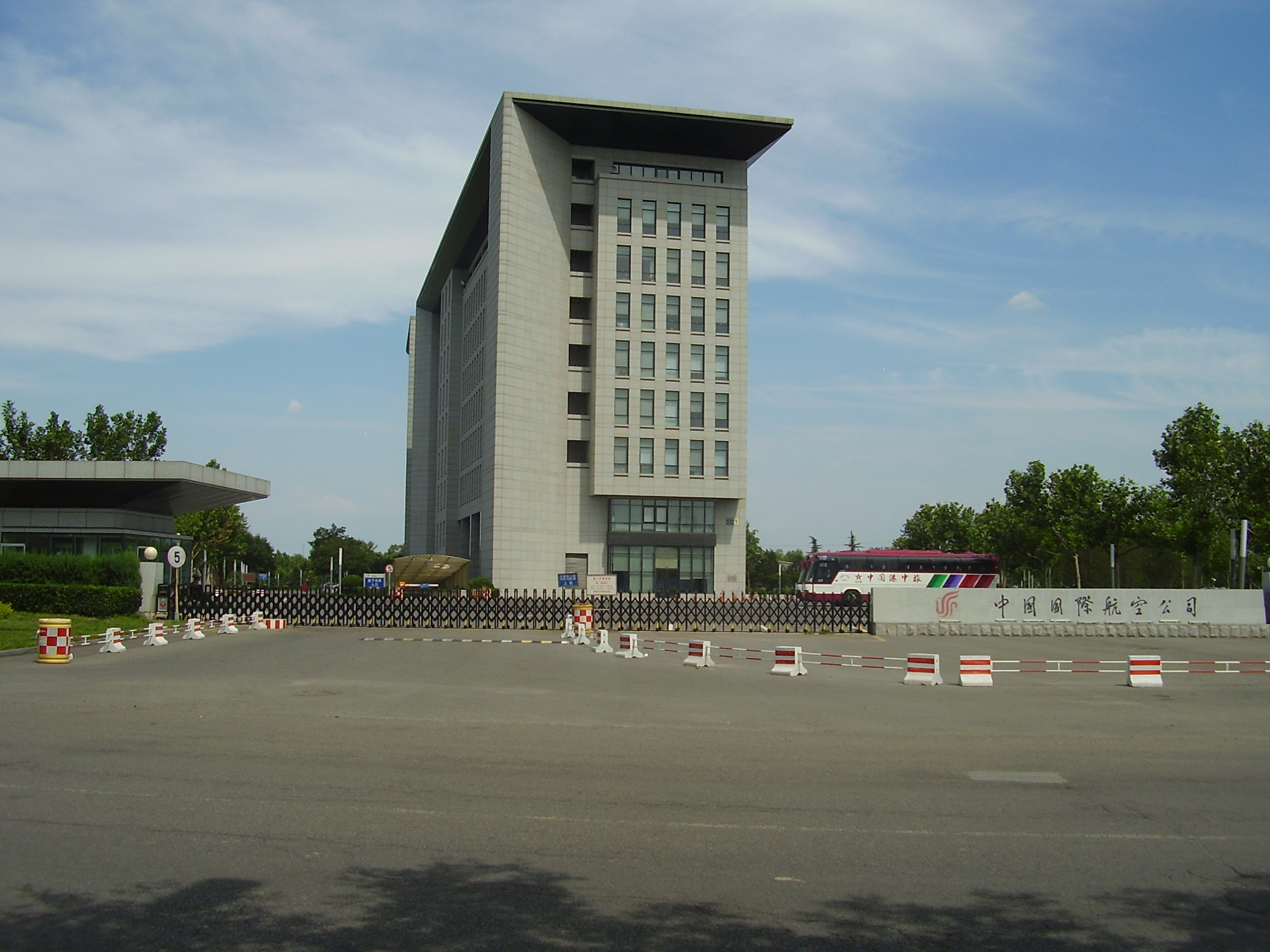
Осідок Air China

Air China або Китайська міжнародна авіаційна компанія (спрощ.: 中国国际航空公司; кит. трад.: 中國國際航空公司; піньїнь: Zhōngguó Guójì Hángkōng Gōngsī, скорочено спрощ.: 国航) — державна авіакомпанія КНР зі штаб-квартирою у Пекіні та базуванням у Столичному аеропорту Пекіна. Її акції входять до біржового індексу «Shanghai Stock Exchange 50 Index» та є членом авіаційного альянсу Star Alliance.

## Історія
Air China розпочала свої польоти 1 липня 1988; до того вона була міжнародною частиною Управління цивільної авіації Китаю (англ. Civil Aviation Administration of China), яке було засновано в 1939, щоб припинити військові польоти з тодішньої Республіки Китай до Центральної Росії. Першими рейсовими літаками Управління були Лі-2, після того Іл-14, які швидко були замінені на Іл-18.
Першим реактивним літаком підрозділу став Hawker Siddeley Trident, замовлений в 1970. Перші довгі перельоти здійснювали Іл-62М та Boeing 707. Перший Boeing 747 Управління отримало у жовтні 1989, перший Boeing 737—300 — у березні 1991, 737—700 — у червні 2003, а 737—800 — у серпні 1999.
У 1988 Управління було розділено на окремі регіональні авіалінії та на міжнародного оператора Air China.
Сьогодні основний флот Air China складається з обох версій Airbus A330, Boeing 777—200 та 777-300ER, а також з 747–400 та 747-8, які мають замістити 747—400.
З грудня 2007 є членом Star Alliance. 2014 року вона перевезла 51,01 мільйон пасажирів (у цю цифру не входять пасажири інгих авіаліній, які входять до концерну Air China (Air China Group), але не носять назву «Air China»); завантаження рейсів того ж року склало в середньому 80 %.
Air China має частку у різних авіакомпаніях, серед яких Air China Cargo, Cathay Pacific, Shenzhen Airlines, Air Macau, Shandong Airlines, Dalian Airlines, Beijing Airlines, Tibet Airlines та Air China Inner Mongolia; концерн Air China, до якого входять всі авіалінії Air China Group, мав на 31 грудня 2014 року 540 літаків із середнім віком 6,08 років та в цілому перевіз 83,01 млн пасажирів.
У листопаді 2013 Skytrax понизило статус Air China до тризіркової авіакомпанії, оскільки якість її перевезень більше не відповідала мінімальним вимогам для 4-х зірок.
7 липня 2014 президент Air China, Сун Джиюн та голова правління Lufthansa Карстен Шпор підписали угоду про наміри стратегічної співпраці. Передбачається, що обидва партнери у спільному підприємстві будуть тісніше співпрацювати у певних з'єднаних рейсах та послугах, розподіляти доходи від такої спільної діяльності між авіакомпаніями та визнавати квитки один одного. Крім того, обидві авіакомпанії хочуть інтенсифікувати спільну роботу у напрямку послуг MRO (англ. Maintenance, Repair & Overhaul — технічне обслуговування, ремонт та капремонт)
Оскільки разом обидві авіакомпанії забезпечують 84 % всіх польотів між Німеччиною (що відповідає 35 % всіх польотів Європа-Китай) та КНР та 88 % пасажирів, таке об'єднання потребує дозволу антимонопольного контролю, який поки не отриманий, хоча більш тісна співпраця між авіакомпаніями мала початися наприкінці 2015.

## Пункти призначення
Air China, поруч з China Eastern, China Southern, Hainan Airlines та Grand China Air, є однією з небагатьох китайських авіакомпаній, які мають рейси до пунктів призначення у Азії, Австралії, Європі, Північній та Південній Америці.

### Кодшерінг
Air China має кодшерінгові угоди з такими авіакомпаніями (члени Star Alliance позначені *):
| - Air Canada* - Air New Zealand* - Air Macau - ANA* - Asiana Airlines* - Austrian Airlines* - Cathay Pacific - Dragonair | - El Al - Egypt Air* - Ethiopian Airlines* - EVA Air* - Finnair - Hawaiian Airlines - Juneyao Airlines | - LOT* - Lufthansa* - SAS* - Shandong Airlines - Shenzhen Airlines* - South African Airways* - TAM Linhas Aéreas | - TAP Portugal* - Tibet Airlines - Turkish Airlines* - Uni Air* - United Airlines* - US Airways - Virgin Atlantic |

## Флот

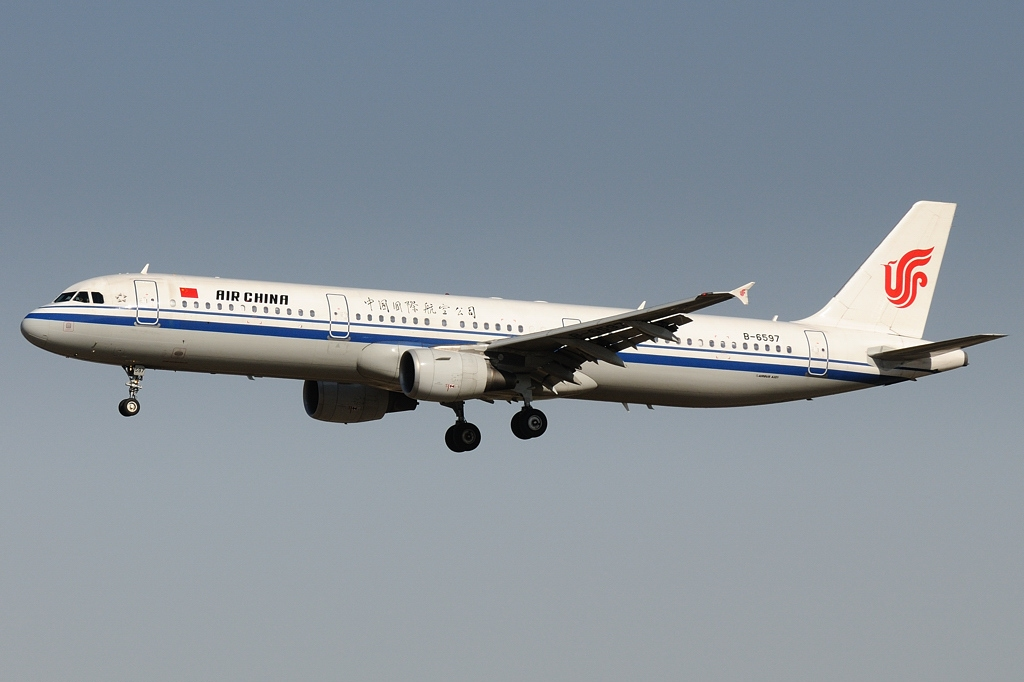
Airbus A321-200 компанії Air China

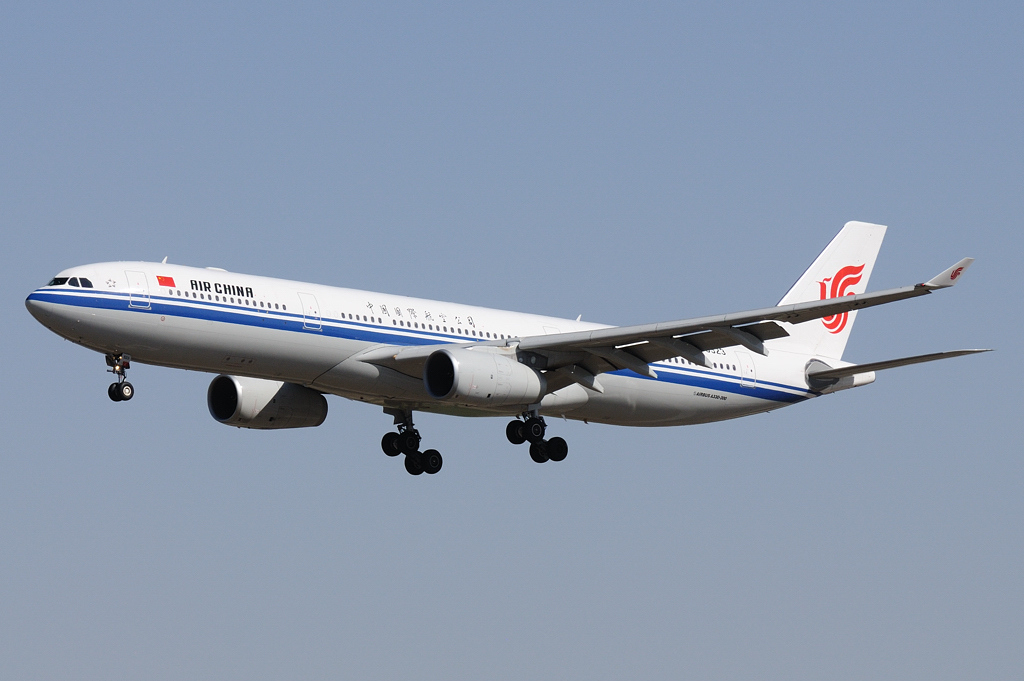
Airbus A330-300 компанії Air China

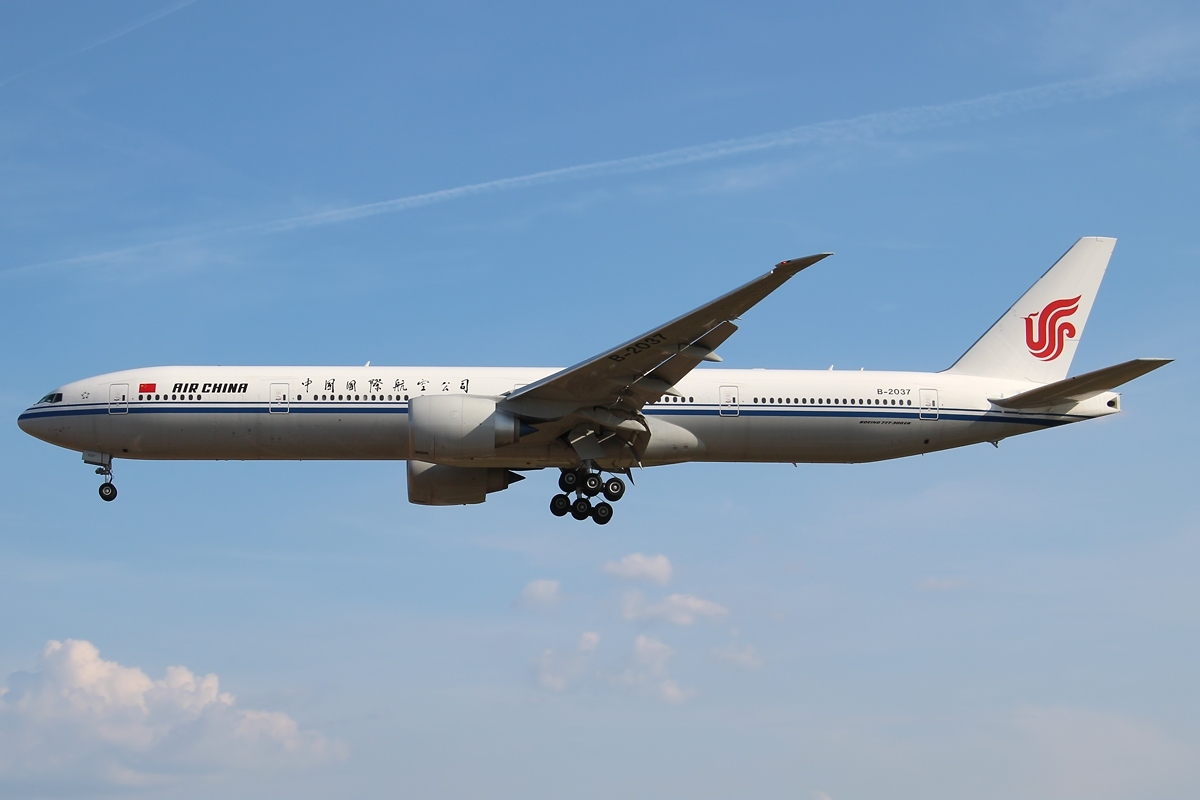
Boeing 777-300ER компанії Air China

### Поточний флот
Станом на листопад 2015 року флот Air China складається з 357 літаків:
| Тип літака       | К-ть діючих | К-ть замовлених | Примітки                                                                                                 | Кількість місць (Перший/Бізнес/Економ+/Економ) |
| ---------------- | ----------- | --------------- | --- | ---------------------------------------------- |
| Airbus A319-100  | 33          |                 | 3 обладнані вінглетами                                                                                   | 128 (8/-/-/120)                                |
| Airbus A320-200  | 39          |                 | 5 обладнані вінглетами                                                                                   | 158 (8/-/-/150)                                |
| Airbus A321-200  | 52          |                 | 7 обладнані вінглетами                                                                                   | 177 (16/-/-/161)                               |
| Airbus A330-200  | 30          |                 | 2 у лівреї Star Alliance                                                                                 | 237 (-/30/-/207)                               |
| Airbus A330-300  | 21          | 2               | | 301 (-/30/16/255)                              |
| Airbus A350-900  |             | 10              | | - відкрите -                                   |
| Boeing 737—700   | 21          |                 | 14 обладнані вінглетами                                                                                  | 128 (8/-/-/120)                                |
| Boeing 737—800   | 121         |                 | 79 обладнані вінглетами; 7 використовуються Dalian Airlines, 1 — Donghai Airlines; 2 — Shandong Airlines | 159 (12/-/-/147)                               |
| Boeing 747—400   | 4           |                 | 1 не активний                                                                                            | 344 (10/42/-/292)                              |
| Boeing 747-8     | 7           |                 | | 365 (12/54/66/233)                             |
| Boeing 777—200   | 10          |                 | | 310 (-/30/63/217)                              |
| Boeing 777-300ER | 20          | 6               | B-2006 в лівреї Love China, B-2035 в лівреї Smiling China та B-2032 в лівреї Star Alliance               | 311 (8/42/-/261)                               |
| Boeing 787-9     |             | 15              | | - відкриті -                                   |
| Comac C919       |             | 20              | | - відкриті -                                   |
| Разом            | 357         | 53              | |                                                |

У березні 2011 Air China підписала угоду про наміри придбати 5 Boeing 747-8, угода про придбання була укладена у вересні 2012. У березні 2013 замовлення збільшилось до 7 шт. З січня 2015 нові літаки курсують рейсом Нью-Йорк-Пекін, а з середини року — також Франкфурт-Пекін.
У квітні 2013 Air China подала повідомлення на Шанхайську біржу про наміри придбати 100 літаків у Airbus для задоволення попиту у перевезенні пасажирів, але типи літаків у ньому не були зазначені.
У грудні 2014 Air China повідомило про наміри придбати 60 літаків Боїнг 737, але не відомо у версії MAX чи Next Generation

### Історичний флот

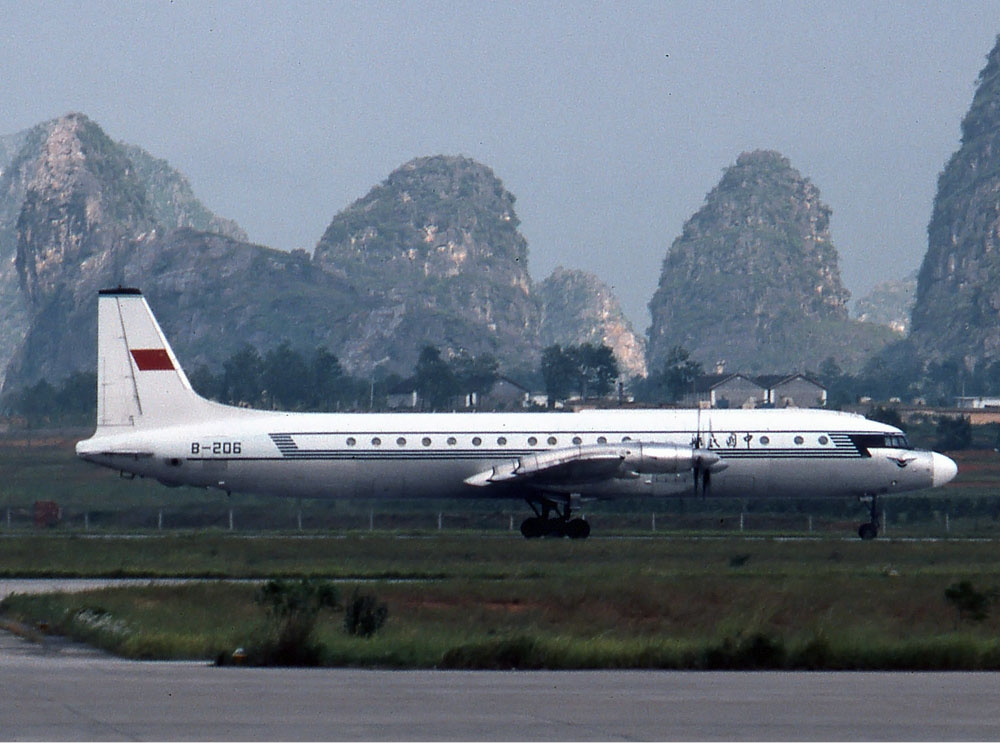
Іл-18 Управління у Гуйліні, 1984

Раніше Air China та її попередник — Управління, експлуатували також такі літаки:
| - Airbus A300 - Airbus A310 - Ан-12 - Ан-24 - Ан-26 - Ан-30 - BAe 146 - Boeing 707 - Boeing 737-200, -300 - Boeing 747-200, -SP - Boeing 767 | - De Havilland Canada DHC-6 Twin Otter - Douglas DC-9/MD-80 - Hawker Siddeley Trident - Іл-14 - Іл-18 - Іл-62 - Лі-2 - Short 330 - Short 360 - Ту-154 - Vickers Viscount |

## Технічне обслуговування
У Пекіні Air China разом з Lufthansa має спільне підприємство «Aircraft Maintenance and Engineering Corporation» (скор. «AMECO Beijing»), яке на сьогодні є найбільшим провайдером технічного обслуговування формату MRO (Maintenance, Repair & Overhaul — технічне обслуговування, ремонт та капітальний ремонт) у КНР. Крім штаб-квартири в Пекіні, AMECO має ще 9 пунктів технічного обслуговування літаків — у Ченду, Чунціні, Ханчжоу, Тяньцзіні, Хух-Хото, Шанхаї, Ґуйяні, Ухані та Гуанчжоу.
AMECO Beijing була заснована у травні 1989 р.; Air China має 60 % долі в компанії, Lufthansa — 40 %. AMECO обслуговує не лише флот Air China та Lufthansa, а і численних інших національних та міжнаціональних авіакомпаній.
З 1 серпня 2014 AMECO виконує для Airbus A380, що використовуються Singapore Airlines за маршрутом Пекін-Сінгапур, так звані завдання з обслуговування лінії (передпольотне обслуговування); це технічне обслуговування і тестування, що повинні виконуватися перед кожним рейсом або щодня або через короткі проміжки часу до одного тижня.

## Вантажні перевезення
Вантажні перевезення здійснює дочірня компанія Air China — Air China Cargo, в якій Air China має 51 %. Air China Cargo перевозить вантажі не тільки своїми власними вантажними літаками, а й має виняткове право на використання трюмів всіх пасажирських літаків Air China, щоб мати можливість заповнювати всі багажні відсіки, не зайняті речами пасажирів.

## PhoenixMiles
«PhoenixMiles» (піньїнь: Fènghuáng Zhīyīn, буквально «Найкращі друзі фенікса») — це бонусна програма накопичення миль, яка діє в Air China з 1994 року, в якій на кінець 2014 року брало участь 32,96 мільйонів осіб. До цієї системи також долучилися інші китайські перевізники — Shenzhen Airlines, Shandong Airlines та Dalian Airlines.
Оскільки авіакомпанія є членом Star Alliance, її бонусна програма сумісна з бонусними програмами інших членів альянсу — учасники PhoenixMiles можуть накопичувати милі і на авіалініях партнерів.

## Цікавинки
- У серії «Будда, що посміхається» мультсеріалу «Сімпсони» (2005) родина Сімпсонів летить в Китай літаком «Air China»;
- у фільмі «Карате кід» (2010) як продакт-плейсмент показують зліт та посадку Boeing 747—400 авіакомпанії Air China, а у іншій сцені, де герой Джейдена Сміта намагається у салоні літака говорити китайською з нібито китайцем-пасажиром, на задньому фоні видно стюардес у формі Air China, а на стінах салону — логотипи Air China.
- у фільмі "Інтерв'ю (2014) присутній літак вигаданої авіакомпанії «Zhangzhou Air», однак напис повністю відповідає шрифту на Boeing 747—400 Air China[31];
- у логотипі Air China з трьох латинських літер V.I.P. складається стилізований червоний фенікс[32].

## Аварії
- 15 квітня 2002 року літак Boeing 767-300ER на рейсі з Пекіна до Пусана під час спроби посадки у погану погоду врізався у пагорб. Загинуло 128 з 166 людей на борту[33].